# Desierto Pintado (Australia Meridional)

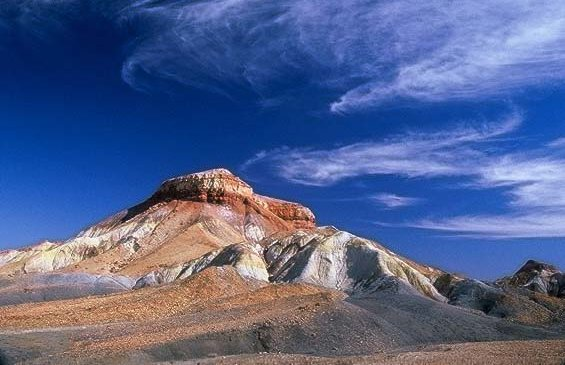
Autor- David Olsen

Creado hace unos 80 millones de años, el Desierto Pintado localizado en Australia Meridional, diferente del Desierto Pintado de Arizona,es un desierto realmente espectacular por los diversos matices y colores presentes en su geografía. Los efectos de la erosión en los restos de lo que fue un antiguo mar interior y la filtración de minerales en el suelo, han creado juntos esa diversidad de colores que pueden admirarse en la actualidad. El Desierto Pintado se localiza al nordeste de Coober Pedy, a unas pocas millas de Arckaringa. También se distingue por sus distintivas mesas, sus montañas y sus formaciones geológicas. No lejos de ahí, en el camino hacia Oodnadatta, se pueden ver grandes áreas de suelo cubierto con mica y rocas blandas de arena.